# Schizophyta
Schizophyta foi o nome botânico de um grupo segundo os sistemas de Cohn 1875, Engler 1924 e Wettstein 1934; significava o mesmo que Procarionte. 
Grupos:
- Schizophyceae: As algas azuis (Cyanobacteria).
- Schizomycetes: As bactérias.